# Atletica leggera ai Giochi della XVII Olimpiade - 200 metri piani maschili

Video della Finale (filmato a colori; commento in italiano)

La competizione dei 200 metri piani maschili di atletica leggera ai Giochi della XVII Olimpiade si è disputata nei giorni 2 e 3 settembre 1960 allo Stadio Olimpico di Roma

## L'eccellenza mondiale
| Campione olimpico 1956   | 20"6      | Bobby Morrow                           | 4° ai Trials |
| Campione europeo 1958    | 21"0      | Manfred Germar                         | Presente     |
| Primatisti mondiali      | 20"5 1960 | Ray Norton Stone Johnson Peter Radford | Presente     |
| Vincitore dei Trials USA | 20"5 =    | Ray Norton                             | Presente     |

In giugno lo statunitense David Sime ha corso le 220 iarde in linea retta in 20"0. Tre uomini detengono il record del mondo della distanza metrica con curva con 20"5: Ray Norton (USA), Stone Johnson (USA) e Peter Radford (GBR).

## La gara
I più forti passano agevolmente i primi due turni eliminatori. Tutti e tre i co-primatisti mondiali, più Livio Berruti, si sfidano nella seconda semifinale. Vince Berruti con 20"5 (primato mondiale eguagliato e nuovo record olimpico). Siccome passano i primi tre, Radford, quarto, dovrà vedere la finale dalla tribuna.
Nell'atto conclusivo si ripete il copione già visto: Berruti, in forma splendida, conduce la gara fin dall'inizio e vince con un nuovo 20"5. Solo lo statunitense Carney gli rimane vicino. Norton invece disputa una brutta gara e conclude in sesta e ultima posizione, preceduto anche dal connazionale Stone Johnson.
Non succedeva dal lontano 1928 che gli Stati Uniti si lasciassero sfuggire l'oro sia sui 100 che sui 200 metri. Inoltre, è la prima volta che entrambe le gare sono vinte da atleti europei.

## Risultati

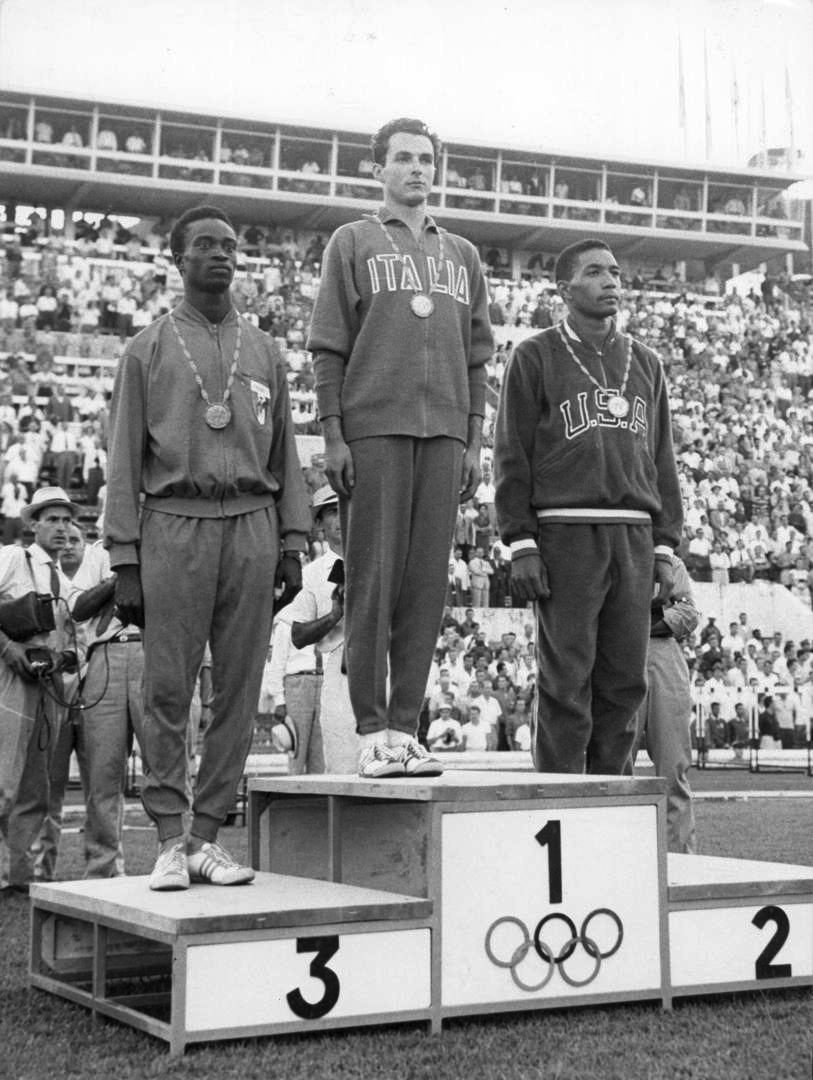
Il podio della gara Seye, Berruti e Carney

### Turni eliminatori
| 12 Batterie        | 2 settembre | 62 partenti   | Si qualificano i primi 2, più i 3 migliori tempi. |
| 4 Quarti di finale | 2 settembre | 7 + 7 + 7 + 6 | Si qualificano i primi 3.                         |
| 2 Semifinali       | 3 settembre | 6 + 6         | Si qualificano i primi 3.                         |
| Finale             | 3 settembre | 6 concorrenti |                                                   |

### Batterie
| Pos. | Atleta                 | Nazione          | Tempo Ufficiale | Tempo Ufficioso |
| ---- | ---------------------- | ---------------- | --------------- | --------------- |
| 1    | Paul Genevay           | Francia          | 21"2            | 21"33           |
| 2    | Vadim Arkhipchuk       | Unione Sovietica | 21"5            | 21"67           |
| 3    | James Stephen Omagbemi | Nigeria          | 26"2            | 26"40           |

| Pos. | Atleta                | Nazione       | Tempo Ufficiale | Tempo Ufficioso |
| ---- | --------------------- | ------------- | --------------- | --------------- |
| 1    | Lester Carney         | Stati Uniti   | 21"1            | 21"31           |
| 2    | David Segal           | Gran Bretagna | 21"3            | 21"48           |
| 3    | Peter Laeng           | Svizzera      | 21"6            | 21"75           |
| 4    | Shahrudin Mohamed Ali | Malesia       | 22"3            | 22"40           |

| Pos. | Atleta                | Nazione           | Tempo Ufficiale | Tempo Ufficioso |
| ---- | --------------------- | ----------------- | --------------- | --------------- |
| 1    | Stone Johnson         | Stati Uniti       | 21"7            | 21"81           |
| 2    | Nikolaos Georgopoulos | Grecia            | 22"0            | 22"18           |
| 3    | Clayton Glasgow       | Guyana britannica | 22"6            | 22"75           |
| 4    | James Roberts         | Liberia           | 23"1            | 23"22           |

| Pos. | Atleta           | Nazione          | Tempo Ufficiale | Tempo Ufficioso |
| ---- | ---------------- | ---------------- | --------------- | --------------- |
| 1    | Marcel Wendelin  | Germania         | 21"6            | 21"71           |
| 2    | Leonid Bartenev  | Unione Sovietica | 21"8            | 21"89           |
| 3    | Michael Okantey  | Ghana            | 21"8            | 21"91           |
| 4    | Santiago Plaza   | Messico          | 22"0            | 22"17           |
| 5    | Huang Suh-Chuang | Taiwan           | 22"9            | 23"08           |
| 6    | Abdul Khaliq     | Pakistan         | 23"1            | 23"24           |

| Pos. | Atleta              | Nazione       | Tempo Ufficiale | Tempo Ufficioso |
| ---- | ------------------- | ------------- | --------------- | --------------- |
| 1    | Peter Radford       | Gran Bretagna | 21"1            | 21"25           |
| 2    | Samuel Amukun       | Uganda        | 21"3            | 21"38           |
| 3    | Csaba Csutorás      | Ungheria      | 21"7            | 21"90           |
| 4    | Sitiveni Moceidreke | Figi          | 21"8            | 21"97           |
| 5    | Elmar Kunauer       | Austria       | 22"2            | 22"34           |

| Pos. | Atleta          | Nazione          | Tempo Ufficiale | Tempo Ufficioso |
| ---- | --------------- | ---------------- | --------------- | --------------- |
| 1    | Ray Norton      | Stati Uniti      | 21"2            | 21"27           |
| 2    | David Jones     | Gran Bretagna    | 21"2            | 21"29           |
| 3    | Jurij Konovalov | Unione Sovietica | 21"4            | 21"50           |
| 4    | Ramón Vega      | Porto Rico       | 21"8            | 21"94           |
| 5    | Patrick Lowry   | Irlanda          | 22"1            | 22"30           |
| -    | Vilém Mandlík   | Cecoslovacchia   | Rit.            | Rit.            |

| Pos. | Atleta             | Nazione   | Tempo Ufficiale | Tempo Ufficioso |
| ---- | ------------------ | --------- | --------------- | --------------- |
| 1    | Livio Berruti      | Italia    | 21"0            | 21"14           |
| 2    | Thomas A. Robinson | Bahamas   | 21"4            | 21"56           |
| 3    | Lloyd Murad        | Venezuela | 21"8            | 21"86           |
| 4    | Pentti Rekola      | Finlandia | 22"2            | 22"27           |
| 5    | Bouchaib El-Maachi | Marocco   | 22"3            | 22"34           |

| Pos. | Atleta             | Nazione           | Tempo Ufficiale | Tempo Ufficioso |
| ---- | ------------------ | ----------------- | --------------- | --------------- |
| 1    | Dennis Johnson     | Indie Occidentali | 21"2            | 21"36           |
| 2    | José da Conceição  | Brasile           | 21"3            | 21"48           |
| 3    | Sebald Schnellmann | Svizzera          | 21"4            | 21"59           |
| 4    | Jean-Pierre Barra  | Belgio            | 22"3            | 22"43           |
| 5    | Enrique Bautista   | Filippine         | 23"0            | 23"16           |
| 6    | Ali Ahmed Zaid     | Afghanistan       | 23"1            | 23"22           |

| Pos. | Atleta             | Nazione           | Tempo Ufficiale | Tempo Ufficioso |
| ---- | ------------------ | ----------------- | --------------- | --------------- |
| 1    | Abdoulaye Sèye     | Francia           | 21"1            | 21"21           |
| 2    | Carl Fredrik Bunæs | Norvegia          | 21"3            | 21"46           |
| 3    | Clifton Bertrand   | Indie Occidentali | 21"3            | 21"51           |
| 4    | Amos Grodzinowsky  | Israele           | 21"8            | 21"99           |
| 5    | Barry Robinson     | Nuova Zelanda     | 22"2            | 22"35           |
| 6    | Lennart Jonsson    | Svezia            | 22"3            | 22"41           |

| Pos. | Atleta             | Nazione     | Tempo Ufficiale | Tempo Ufficioso |
| ---- | ------------------ | ----------- | --------------- | --------------- |
| 1    | Marian Foik        | Polonia     | 21"1            | 21"28           |
| 2    | Jocelyn Delecour   | Francia     | 21"3            | 21"48           |
| 3    | Armando Sardi      | Italia      | 21"6            | 21"81           |
| 4    | Franklin Lynn Eves | Canada      | 21"9            | 21"02           |
| 5    | Mikhail Bachvarov  | Bulgaria    | 22"2            | 22"36           |
| 6    | Roger Bofferding   | Lussemburgo | 23"2            | 23"36           |

| Pos. | Atleta          | Nazione   | Tempo Ufficiale | Tempo Ufficioso |
| ---- | --------------- | --------- | --------------- | --------------- |
| 1    | Seraphino Antao | Kenya     | 21"3            | 21"44           |
| 2    | Rafael Romero   | Venezuela | 21"4            | 21"60           |
| 3    | Manfred Germar  | Germania  | 21"6            | 21"76           |
| 4    | Romain Poté     | Belgio    | 22"1            | 22"27           |
| 5    | Melanio Asensio | Spagna    | 22"3            | 22"45           |
| 6    | Aydin Onur      | Turchia   | 22"5            | 22"61           |

| Pos. | Atleta             | Nazione   | Tempo Ufficiale | Tempo Ufficioso |
| ---- | ------------------ | --------- | --------------- | --------------- |
| 1    | Edward Jefferys    | Sudafrica | 21"1            | 21"18           |
| 2    | Salvatore Giannone | Italia    | 21"5            | 21"61           |
| 3    | Kimitada Hayase    | Giappone  | 22"3            | 22"44           |
| 4    | Fahmi Falih        | Iraq      | 22"6            | 22"77           |
| 5    | Dennis Tipping     | Australia | 22"9            | 23"09           |

### Quarti di finale
| Pos. | Atleta             | Nazione           | Tempo Ufficiale | Tempo Ufficioso |
| ---- | ------------------ | ----------------- | --------------- | --------------- |
| 1    | Stone Johnson      | Stati Uniti       | 20"9            | 21"08           |
| 2    | Edward Jefferys    | Sudafrica         | 21"1            | 21"22           |
| 3    | Thomas A. Robinson | Bahamas           | 21"2            | 21"32           |
| 4    | Samuel Amukun      | Uganda            | 21"3            | 21"47           |
| 5    | Jurij Konovalov    | Unione Sovietica  | 21"3            | 21"52           |
| 6    | Clifton Bertrand   | Indie Occidentali | 21"4            | 21"57           |
| 7    | Rafael Romero      | Venezuela         | 21"4            | 21"58           |

| Pos. | Atleta                | Nazione          | Tempo Ufficiale | Tempo Ufficioso |
| ---- | --------------------- | ---------------- | --------------- | --------------- |
| 1    | Abdoulaye Sèye        | Francia          | 20"8            | 20"95           |
| 2    | Ray Norton            | Stati Uniti      | 21"0            | 21"14           |
| 3    | David Segal           | Gran Bretagna    | 21"1            | 21"21           |
| 4    | Seraphino Antao       | Kenya            | 21"3            | 21"43           |
| 5    | Vadim Arkhipchuk      | Unione Sovietica | 21"5            | 21"58           |
| 6    | José da Conceição     | Brasile          | 21"5            | 21"63           |
| 7    | Nikolaos Georgopoulos | Grecia           | 22"0            | 22"15           |

| Pos. | Atleta             | Nazione           | Tempo Ufficiale | Tempo Ufficioso |
| ---- | ------------------ | ----------------- | --------------- | --------------- |
| 1    | Lester Carney      | Stati Uniti       | 20"9            | 21"06           |
| 2    | Peter Radford      | Gran Bretagna     | 21"0            | 21"12           |
| 3    | Dennis Johnson     | Indie Occidentali | 21"1            | 21"25           |
| 4    | Jocelyn Delecour   | Francia           | 21"5            | 21"64           |
| 5    | Leonid Bartenev    | Unione Sovietica  | 21"5            | 21"65           |
| 6    | Sebald Schnellmann | Svizzera          | 21"5            | 21"66           |
| 7    | Salvatore Giannone | Italia            | 21"8            | 21"95           |

| Pos. | Atleta             | Nazione       | Tempo Ufficiale | Tempo Ufficioso |
| ---- | ------------------ | ------------- | --------------- | --------------- |
| 1    | Livio Berruti      | Italia        | 20"8            | 20"91           |
| 2    | Marian Foik        | Polonia       | 20"9            | 21"02           |
| 3    | Paul Genevay       | Francia       | 21"1            | 21"26           |
| 4    | David Jones        | Gran Bretagna | 21"2            | 21"33           |
| 5    | Carl Fredrik Bunæs | Norvegia      | 21"4            | 21"50           |
| 6    | Marcel Wendelin    | Germania      | 21"6            | 21"71           |

### Semifinali
| Pos. | Atleta             | Nazione       | Tempo Ufficiale | Tempo Ufficioso |
| ---- | ------------------ | ------------- | --------------- | --------------- |
| 1    | Abdoulaye Sèye     | Francia       | 20"8            | 21"00           |
| 2    | Marian Foik        | Polonia       | 21"0            | 21"15           |
| 3    | Lester Carney      | Stati Uniti   | 21"1            | 21"24           |
| 4    | Edward Jefferys    | Sudafrica     | 21"3            | 21"46           |
| 5    | Thomas A. Robinson | Bahamas       | 21"5            | 21"67           |
| -    | David Segal        | Gran Bretagna | Squal.          | Squal.          |

| Pos. | Atleta         | Nazione           | Tempo Ufficiale | Tempo Ufficioso |
| ---- | -------------- | ----------------- | --------------- | --------------- |
| 1    | Livio Berruti  | Italia            | 20"5            | 20"65           |
| 2    | Ray Norton     | Stati Uniti       | 20"7            | 20"81           |
| 3    | Stone Johnson  | Stati Uniti       | 20"8            | 20"93           |
| 4    | Peter Radford  | Gran Bretagna     | 20"9            | 21"04           |
| 5    | Dennis Johnson | Indie Occidentali | 21"0            | 21"16           |
| 6    | Paul Genevay   | Francia           | 21"0            | 21"17           |

### Finale
| Pos.    | Corsia | Atleta         | Età | Nazione     | Tempo Ufficiale | Tempo Ufficioso |
| ------- | ------ | -------------- | --- | ----------- | --------------- | --------------- |
| Oro     | 5      | Livio Berruti  | 21  | Italia      | 20"5            | 20"62           |
| Argento | 7      | Lester Carney  | 26  | Stati Uniti | 20"6            | 20"69           |
| Bronzo  | 3      | Abdoulaye Sèye | 26  | Francia     | 20"7            | 20"83           |
| 4       | 2      | Marian Foik    | 26  | Polonia     | 20"8            | 20"90           |
| 5       | 4      | Stone Johnson  | 20  | Stati Uniti | 20"8            | 20"93           |
| 6       | 6      | Ray Norton     | 22  | Stati Uniti | 20"9            | 21"09           |

Tra i cronometristi della finale c'è Luciano De Crescenzo (ingegnere IBM), che diventerà poi scrittore di successo.